# Stenosomides hispanica
Stenosomides hispanica är en fjärilsart som beskrevs av Corti och Max Wilhelm Karl Draudt 1933. Stenosomides hispanica ingår i släktet Stenosomides och familjen nattflyn. Inga underarter finns listade i Catalogue of Life.